# امالاچائور
امالاچائور (به لاتین: Amalachaur) یک منطقهٔ مسکونی در نپال است که در Dhawalagiri Zone واقع شده‌است.

## خصوصیات
امالاچائور ۵٬۰۵۵ نفر جمعیت دارد.